# Bach-Chor Bonn
Der Bach-Chor Bonn ist ein großer Konzert- und Oratorien-Chor und seit über 70 Jahren fester Bestandteil des Bonner Musiklebens. Bis 2012 trug der eingetragene Verein den Namen Bonner Bach-Gemeinschaft.

## Geschichte
1949 gründete Gustav Classens, der damalige Städtische Musikdirektor und Leiter des Beethoven Orchesters Bonn, die Bonner Bach-Gemeinschaft e. V. zur Pflege der Musik Johann Sebastian Bachs und die Einführung in seine Werke. Anfangs aus Chor und Orchester bestehend, erweiterte der Verein bald sein Repertoire auf weitere hochrangige europäische Komponisten. Das Orchester, das in den ersten Jahren nach der Gründung den größten Teil der Konzerte bestritt, bestand bis 1971. Der Chor der Bonner Bach-Gemeinschaft entwickelte sich im Laufe der Zeit zu einem Konzert- und Oratorienchor, dessen Arbeit ausgehend von der künstlerischen Auseinandersetzung mit dem Werk Bachs die europäische Chorliteratur bis hin zu zeitgenössischen Kompositionen einbezieht. 2012 änderte der Verein seinen Namen in Bach-Chor Bonn, unter dem er auch in den Jahren zuvor schon im Internet und auf Reisen bekannt war.
Chorleiter nach Classens waren Roland Bader und Herbert Ermert. Von 1991 bis zu seinem Tod im November 2006 wurde der Chor von dem Komponisten und Dirigenten Franz Xaver Gardeweg geleitet. Sein Nachfolger wurde Jürgen Böhme, 2010 abgelöst von Horst Meinardus. Seit April 2017 leitet Markus Mostert den Chor.
Unter Ermert erlangte der Chor internationalen Ruf durch zahlreiche Gastspiele in Belgien, Luxemburg, Italien und allein 14 Reisen nach Frankreich. Gardeweg führte den Chor mehrfach nach Italien, wo er u. a. im September 1999 mit der h-Moll-Messe von Bach am Barockfestival Viterbo teilnahm und im April 2000 mit der Matthäus-Passion von Bach im Rahmen des Projekts „La Bibbia nella Musica“ in der Lombardei auftrat. Im September 1995 sang der Chor zusammen mit dem Chor der Staatsphilharmonie Krakau das Requiem von Johannes Brahms in einem feierlichen Konzert zum Gedenken an die Befreiung von Auschwitz 50 Jahre zuvor. Im Sommer 2006 führte eine Reise nach Mecklenburg-Vorpommern und Polen. Chormusik der Romantik wurde als A-cappella-Programm in Prohn, Cammin und Stargard aufgeführt. Insgesamt 34 Konzerte gab der Chor von 1957 bis 1983 im Kloster Steinfeld, 21 unter Classens, 8 unter Bader und 5 unter Ermert.

### Heutige Situation
Der Chor zählt heute über 80 Mitglieder. Sein Programm umfasst Orchesterkonzerte in Bonn oder als Gast in anderen Städten und Ländern.

## Repertoire (Auswahl)
Seit 1949 hat der Bach-Chor Bonn über 130 Werke – Messen, Oratorien, Requien, Psalmen, Kantaten, Hymnen – zur Aufführung gebracht. So zum Beispiel insbesondere über 40 Werke von Johann Sebastian Bach, darunter die Matthäus-Passion, die h-Moll-Messe, das Weihnachtsoratorium, die Johannes-Passion und das Magnificat. 
Zur Aufführung gelangten unter anderem die Oratorien Die Jahreszeiten und Die Schöpfung, die Schöpfungsmesse und die Harmoniemesse von Joseph Haydn; die Messen Nr. 5 As-Dur und Nr. 6 Es-Dur von Franz Schubert; die Oratorien Judas Maccabäus und Der Messias von Georg Friedrich Händel; die Missa solemnis von Ludwig van Beethoven; die Stabat mater von Gioachino Rossini, das Requiem von Gabriel Fauré; Ein deutsches Requiem von Johannes Brahms; das War Requiem von Benjamin Britten; die Messe D-Dur von Antonín Dvořák; die Messa da Requiem von Giuseppe Verdi; das Oratorium Gurre-Lieder von Arnold Schönberg und das Requiem Des-Dur von Robert Schumann.

## Chorleiter
- 1949–1971: Gustav Classens
- 1972–1975: Roland Bader
- 1976–1990: Herbert Ermert
- 1991–2006: Franz Xaver Gardeweg
- 2007–2009: Jürgen Böhme
- 2010–2016: Horst Meinardus
- seit 2017: Markus Mostert

## Besondere Auftritte
- 1978 Luxemburg: RTL-Rundfunkproduktion (Psalmen-Sinfonie)
- 1980 Köln: WDR-Rundfunkaufnahme (Peter Cornelius, Messe in d-Moll)
- 1980 Schallplattenproduktion (Anton Bruckner, Requiem)
- 1988 Bonn: Deutscher Bundestag, Gedenkstunde zur Reichspogromnacht (Live-Übertragung WDR)
- 1989 Köln: WDR-Rundfunkaufnahme (Haacke Waldkantate, Distler An die Natur)
- 1989 Bonn, Beethovenhalle: Verleihung der Buber-Rosenzweig-Medaille 1989 an Sir Yehudi Menuhin (Live-Übertragung ARD)
- 1990 Bonn, Marktplatz: Willkommen! Die fünf neuen Bundesländer
- 1996 Bonn: gemeinsame Aufführung von Mendelssohns Elias mit dem Philharmonischen Chor Tel Aviv
- 2007 Bonn, Wuppertal, Solingen: „Musica sacra dal mondo“
- 2013 Zwickau: Mitgestaltung des Eröffnungskonzerts des 18. Deutschen Chorfestivals des Verbandes Deutscher Konzertchöre VDKC
- 2016 Gliwice (Polen): Requiem von Mozart und Dvorak

## Diskographie
- Anton Bruckner: Requiem d-Moll. Siegerland-Orchester, Leitung Herbert Ermert; Aulos-Schallplatten-Produktion, Viersen; Vertrieb: Fono-Schallplattengesellschaft, Münster (Westfalen), 1981.
- Johann Simon Mayr: Samuele. Orchestra Accademia di Stato di Minsk, Leitung Pierangelo Pelucchi (weltweit erste Einspielung); Fono-Schallplattengesellschaft, Laer (1997).
- Luigi Cherubini/Anton Bruckner: Requien. Leitung Herbert Ermert; Musikado Köln (2004).